# Julien Benneteau
Julien Benneteau, född den 20 december 1981 i Bourg-en-Bresse, är en fransk tennisspelare.
Han tog OS-brons i herrarnas dubbelturnering i samband med de olympiska tennisturneringarna 2012 i London.